# リモートで殺される
『リモートで殺される』（リモートでころされる）は、日本テレビ系列にて、2020年7月26日（日曜）の22時30分から23時25分（JST）に放送された日本のテレビドラマ。

## あらすじ
緊急事態宣言による自粛期間の最中、リモートで集まった高校時代の同級生6人が、高校時代に転落死した同級生は本当に自殺だったのかリモートで真相を探るうちに、リアルタイムで起こる連続殺人に巻き込まれていく。

## 登場人物
- 野島絵里 - 本田翼
- 野村優作 - 新田真剣佑
- 藤原太 - 柄本時生
- 井上透 - 早乙女太一
- 北川淳二 - 前野朋哉
- 田村由美子 - 齋藤飛鳥（乃木坂46）
- ニュースキャスター（声） - 豊田順子
- 古郡一馬 - 中野克馬
- 刑事 - 桑原辰旺、黄地裕樹
- 松園佳代子 - 前田敦子

## スタッフ
- 企画・原案 - 秋元康
- 監督 - 中田秀夫
- 脚本 - 元麻布ファクトリー
- 特別協力 - 大石哲也
- 音楽 - 川井憲次
- VFX - 松田圭太（ライスフィールド）
- スタントコーディネーター - 吉田浩之
- プロデューサー - 上野浩之、畠山直人、森田美桜（AOI Pro.）
- チーフプロデューサー - 福士睦
- 制作協力 - AOI Pro.
- 製作著作 - 日本テレビ